# Audun Boysen

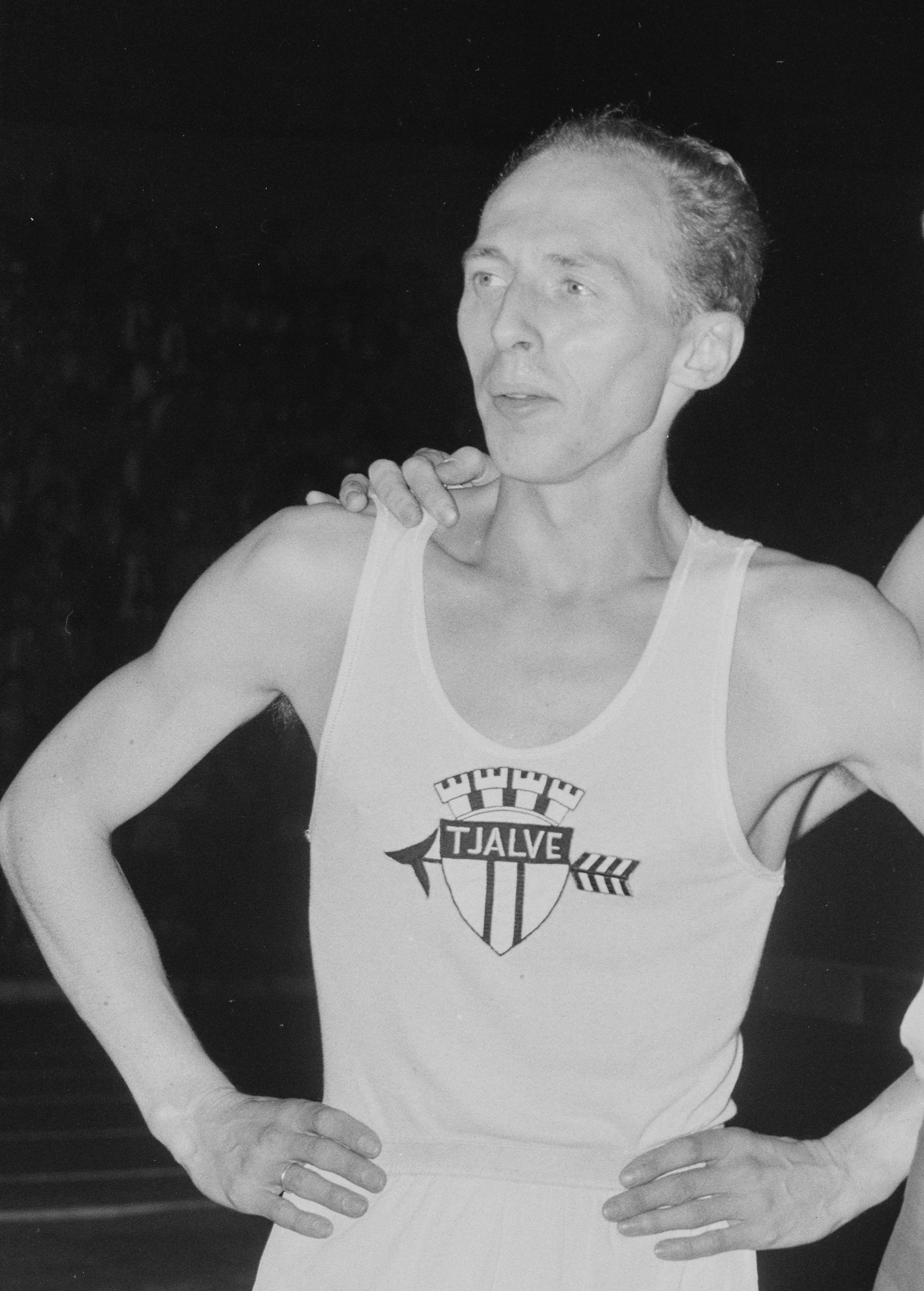
Audun Boysen

Audun Boysen (* 10. Mai 1929 in Bjarkøy; † 2. März 2000 in Oslo) war ein norwegischer Leichtathlet, der in den 1950er-Jahren über die Mittelstrecke erfolgreich war. Er gewann bei Olympischen Spielen und Europameisterschaften insgesamt drei Medaillen.
Boysen befand sich von 1950 bis 1958 (Karriereende) ständig unter den ersten zehn der Weltbestenliste über 800 Meter, 1955 und 1956 sogar an zweiter Stelle. Er startete zunächst für den Verein Rissa I.L. und wechselte dann zum IK Tjalve in Oslo. Er gewann über 800 Meter eine olympische Bronzemedaille sowie einmal Silber und einmal Bronze bei Europameisterschaften.
Boysen gewann neunmal in Folge die norwegische Meisterschaft:
| Jahr | 1950   | 1951   | 1952   | 1953   | 1954   | 1955   | 1956   | 1957   | 1958   |
| Zeit | 1:52,7 | 1:53,0 | 1:53,0 | 1:50,3 | 1:52,8 | 1:50,4 | 1:51,8 | 1:53,2 | 1:50,2 |

Über die nichtolympische 1000-Meter-Distanz gelangen ihm drei Weltrekorde:
- 2:20,4 min am 17. September 1953 in Oslo
- 2:19,5 min am 28. August 1954 in Gävle
- 2:19,0 min am 30. August 1955 in Göteborg

Mit einer Zeit von 1:45,9 min über 800 Meter war Boysen 37 Jahre lang Inhaber des norwegischen Landesrekords. Diese Leistung erzielte er am 4. August 1955 im Osloer Bislett-Stadion. Sie reichte jedoch nur für Platz zwei: Sieger in der neuen Weltrekordzeit von 1:45,7 min wurde der Belgier Roger Moens. Aber auch Audun Boysen blieb noch immerhin sieben Zehntelsekunden unter dem bis dahin geltenden Weltrekord des Deutschen Rudolf Harbig. Im selben Jahre gewann er die Wahl zu Norwegens Sportler des Jahres. Bereits 1953 war er mit der Morgenbladet-Goldmedaille geehrt worden.
Audun Boysen war nicht nur für seine schnellen Beine, sondern auch für seine „Ellbogentechnik“ bekannt, aber den ersehnten Gewinn eines Titels sollte auch sie ihm letztendlich nicht eintragen. Zwar wurde bei den Europameisterschaften 1958 in Bern der knapp vor Boysen siegreiche Mike Rawson zunächst disqualifiziert, weil er in der Zielkurve, von dem Norweger bedrängt, einen Ausweichschritt in den Innenraum gemacht und somit die Laufstrecke abgekürzt hatte. Einem Protest der Briten wurde jedoch stattgegeben und Rawson nachträglich zum Europameister erklärt. Als der bereits ins heimatliche Oslo zurückgekehrte Boysen dies aus der Zeitung erfuhr, schickte er seine Goldmedaille an Rawson.
Im Verlauf seiner Karriere lief er die 800 Meter 58 Mal unter 1:50 Minuten und 13 Mal unter 1:48 Minuten Im Jahr 1990 wurde er mit der Bislett-Medaille geehrt. Boysen war bei einem Osloer Industrieunternehmen als Betriebspsychologe beschäftigt.

## Erfolge
- Europameisterschaften
1954 in Bern: Bronze in 1:47,4 min hinter Lajos Szentgáli aus Ungarn in 1:47,1 min und dem Belgier Lucien de Muynck in 1:47,3 min.
1958 in Stockholm: Silber in 1:47,9 min hinter dem Briten Mike Rawson in 1:47,7 min und vor dem zeitgleichen Deutschen Paul Schmidt.

- Olympische Spiele
1956 in Melbourne: Bronze in 1:48,1 min hinter Tom Courtney in 1:47,7 min und Derek Johnson in 1:47,8 min.